# Flavigny-le-Petit
Flavigny-le-Petit est une ancienne commune française, située dans le département de l'Aisne en région Hauts-de-France. C'est depuis 1966 un quartier de la commune de Guise.

## Histoire
La commune de Flavigny-le-Petit a été créée lors de la Révolution française. Le 1er janvier 1966, elle est supprimée à la suite d'un arrêté préfectoral du 1er octobre 1965. Son territoire est alors rattaché à la commune voisine de Guise par le même arrêté.

## Géographie
La commune avait une superficie de 4,39 km2.

## Administration
Jusqu'à sa suppression en 1969, la commune faisait partie du canton de Guise dans le département de l'Aisne. Elle portait le code commune 02314. Elle appartenait aussi à l'arrondissement de Vervins depuis 1801 et au district de Vervins entre 1790 et 1795. La liste des maires de Flavigny-le-Petit est :
| Période                                  | Période | Identité | Étiquette | Qualité |
| ---------------------------------------- | ------- | -------- | --------- | ------- |
|                                          |         |          |           |         |
| Les données manquantes sont à compléter. |         |          |           |         |

## Démographie
Jusqu'en 1966, la démographie de Flavigny-le-Petit était :
| 1793 | 1800 | 1806 | 1821 | 1831 | 1836 | 1841 | 1846 | 1851 |
| ---- | ---- | ---- | ---- | ---- | ---- | ---- | ---- | ---- |
| 78   | 80   | 102  | 98   | 109  | 149  | 135  | 142  | 164  |

| 1856 | 1861 | 1866 | 1872 | 1876 | 1881 | 1886 | 1891 | 1896 |
| ---- | ---- | ---- | ---- | ---- | ---- | ---- | ---- | ---- |
| 153  | 155  | 191  | 210  | 253  | 274  | 266  | 277  | 317  |

| 1901 | 1906 | 1911 | 1921 | 1926 | 1931 | 1936 | 1946 | 1954 |
| ---- | ---- | ---- | ---- | ---- | ---- | ---- | ---- | ---- |
| 248  | 290  | 327  | 283  | 404  | 368  | 333  | 263  | 268  |

| 1962 | - | - | - | - | - | - | - | - |
| ---- | - | - | - | - | - | - | - | - |
| 461  | - | - | - | - | - | - | - | - |

## Personnalités liées au lieu
- Marcel Lamant, militant communiste et résistant, un des fusillés du Mont Valérien, est né à Flavigny-le-Petit.